# SQ3R
SQ3R, akronym för Survey, Question, Read, Reflect and Review, är en tidig studieteknikmetod för att hjälpa studenter att komma ihåg vad det är de har läst.
Francis P. Robinson beskrev SQ3R-metoden i sin bok Effective study som gavs ut 1961.